# Porter (Indiana)
Porter és una població dels Estats Units a l'estat d'Indiana. Segons el cens del 2000 tenia 4.972 habitants.

## Demografia
Segons el cens del 2000, Porter tenia 4.972 habitants, 1.844 habitatges, i 1.300 famílies. La densitat de població era de 304,7 habitants/km².
Dels 1.844 habitatges en un 38,4% hi vivien nens de menys de 18 anys, en un 55,8% hi vivien parelles casades, en un 10,8% dones solteres, i en un 29,5% no eren unitats familiars. En el 23,3% dels habitatges hi vivien persones soles el 5,9% de les quals corresponia a persones de 65 anys o més que vivien soles. El nombre mitjà de persones vivint en cada habitatge era de 2,62 i el nombre mitjà de persones que vivien en cada família era de 3,12.
Per edats la població es repartia de la següent manera: un 28,3% tenia menys de 18 anys, un 9,9% entre 18 i 24, un 32,6% entre 25 i 44, un 21,5% de 45 a 60 i un 7,8% 65 anys o més.
L'edat mediana era de 33 anys. Per cada 100 dones de 18 o més anys hi havia 92,7 homes.
La renda mediana per habitatge era de 50.625 $ i la renda mediana per família de 60.254 $. Els homes tenien una renda mediana de 50.799 $ mentre que les dones 26.055 $. La renda per capita de la població era de 24.615 $. Entorn del 4,9% de les famílies i el 6,5% de la població estaven per davall del llindar de pobresa.

## Poblacions més properes
El següent diagrama mostra les poblacions més properes.